# Кевін Кордес
Кевін Кордес (англ. Kevin Cordes, нар. 13 серпня 1993, Непервілл, Іллінойс, США) — американський плавець, олімпійський чемпіон 2016 року.

## Виступи на Олімпійських іграх
| Олімпіада | Дисципліна         | Місце |
| --------- | ------------------ | ----- |
| Ріо 2016  | 100 м брасом       | 4     |
| Ріо 2016  | 200 м брасом       | 8     |
| Ріо 2016  | 4×100 м комплексом | 1     |